# 新・演歌名曲コレクション6 -碧し-
『新・演歌名曲コレクション6 -碧し-』は氷川きよしの26枚目のアルバム。日本コロムビアから2017年11月21日に発売された。

## 概要
Aタイプ・初回完全限定スペシャル盤とBタイプ・通常盤の二種リリース。Aタイプには「新宿ブルームーン」「碧し」MVが収録されたDVD付。Aタイプ・Bタイプそれぞれ、ジャケット写真及び歌詞ブックレットの写真内容が異なる。

## 収録曲
1. じょんがら挽歌 [4:15]
  - 作詞:下地亜記子
  - 作曲:宮下健治
  - 編曲:丸山雅仁
2. 新宿ブルームーン [4:07]
  - 作詞:麻こよみ
  - 作曲:桧原さとし
  - 編曲:石倉重信
3. 酔わせてオルホ [3:55]
  - 作詞:さいとう大三
  - 作曲:水森英夫
  - 編曲:石倉重信
4. 川中島回想 [4:37]
  - 作詞:仁井谷俊也
  - 作曲:宮下健治
  - 編曲:丸山雅仁
5. 真昼の最終電車 [3:33]
  - 作詞:岡田冨美子
  - 作曲:水森英夫
  - 編曲:石倉重信
6. 碧し [4:56]
  - 作詞・作曲:GReeeeN
  - 編曲:GReeeeN・高田翼
  - NHKラジオ深夜便 「深夜便のうた」 2017年7月〜9月 テーマソング
7. 北の螢 [4:31]
  - 作詞:阿久悠
  - 作曲:三木たかし
  - 編曲:石倉重信
  - 森進一のカバー曲。
8. おまえに惚れた [3:43]
  - 作詞:たかたかし
  - 作曲:徳久広司
  - 編曲:石倉重信
  - 美空ひばりのカバー曲。
9. 時の流れに身をまかせ [4:11]
  - 作詞:荒木とよひさ
  - 作曲:三木たかし
  - 編曲:石倉重信
  - テレサ・テンのカバー曲。
10. 花笠道中 [3:41]
  - 作詞・作曲:米山正夫
  - 編曲:丸山雅仁
  - 美空ひばりのカバー曲。
11. 炭坑節 [2:51]
  - 作詞:高橋掬太郎
  - 福岡県民謡
  - 編曲:石倉重信
  - 三橋美智也のカバー曲。
12. 人形の家 [3:18]
  - 作詞:なかにし礼
  - 作曲:川口真
  - 編曲:石倉重信
  - 弘田三枝子のカバー曲。
13. 男の絶唱 (新アレンジバージョン) [4:43] (ボーナス・トラック)
  - 作詞:原文彦
  - 作曲:宮下健治
  - 編曲:丸山雅仁
14. わたしのふるさと [4:02] (ボーナストラック)
  - 作詞:藤井宏一
  - 作曲:グッチ裕三
  - 編曲:澤近泰輔